# بيت العائلة (مسلسل)
بيت العائلة مسلسل من تأليف حامد حنفي وإخراج حسن إبراهيم وبطولة : إبراهيم الصلال. جاسم النبهان. أسمهان توفيق. هدى حسين. جمال الردهان. والفنانة السعودية ليلى السلمان. إنتاج عام 2004
بيت العائلة يناقش قضية مهمة وخطيرة في المجتمعات العربية وهي عقوق الوالدين وما يترتب عليه من ضياع الأبناء ،إضافة إلى مشكلة الجشع والطمع الذين يصيبان بعض أفراد المجتمع.